# Tanya
Tanya és un paratge del terme municipal de Llimiana, al Pallars Jussà.
Es troba a prop i al nord-est de la vila de Llimiana, en el contrafort nord-occidental de la Serra de la Vall de Llimiana, al nord-oest de Santa Joleta.